# Arfakbrilvogel
De arfakbrilvogel (Zosterops fuscicapilla) is een zangvogel uit de familie Zosteropidae (brilvogels).

## Verspreiding en leefgebied
Deze soort is endemisch in westelijk en middendeel van het Hoogland van Nieuw-Guinea op hoogten tussen 1200 en 2600 meter boven zeeniveau.

## Status
De grootte van de populatie is niet gekwantificeerd maar de soort wordt omschreven als schaars tot algemeen. Op de Rode lijst van de IUCN heeft deze soort de status niet bedreigd.